# Final de la Liga Nacional de Básquet 2015-16
La final de la Liga Nacional de Básquet 2015-16 fue la trigésima segunda final disputada y tuvo lugar entre el 15 de junio y, si bien estaba programado el último juego para el 3 de julio de 2016, la misma se terminó el 24 de junio. La disputaran La Unión de Formosa, campeón de la conferencia norte y San Lorenzo de Buenos Aires, campeón de la conferencia sur.
Se disputó al mejor de siete juegos como se hace desde la temporada 1990-91, consagrándose campeón aquel equipo que llegase a vencer en cuatro partidos.
El campeón fue San Lorenzo de Buenos Aires, que venció en los cuatro primeros juegos y «barrió» la serie.

## Historia
Los cuatro semifinalistas alcanzaron esta instancia por primera vez en su historia. De los cuatro finalistas de conferencia, San Lorenzo de Buenos Aires estaba disputando su segunda temporada y la primera en la que llega a esta instancia. Weber Bahía estaba por primera vez en esta instancia, y considerándolo sucesión de Estudiantes de Bahía Blanca, salvo la edición de 1991 donde fue finalista, nunca había alcanzado esta instancia. Ciclista Olímpico también alcanzó las semifinales por primera vez al igual que La Unión de Formosa.

### Camino a la final de La Unión de Formosa
La Unión de Formosa participó en su octava temporada en la Liga Nacional, alcanzando su mejor ubicación en la temporada 2010-11, donde llegó a semifinales. En esta temporada, tras una primera fase mala, con siete victorias y once derrotas, La Unión finalizó segundo de la conferencia norte tras terminar la segunda fase con veinticuatro victorias y catorce derrotas, cerrando la fase regular en treinta y un victorias en cincuenta y seis partidos. De hecho, terminó segundo tras producirse un triple empate donde salió favorecido.
En los play offs arrancó desde las semifinales de conferencia, donde superó a Regatas Corrientes en cuatro partidos, ganando uno en Corrientes. Luego se enfrentó con el mejor equipo de la conferencia y de la temporada regular, Ciclista Olímpico, que finalizó con treinta y tres victorias y veinte derrotas. Tras ganar los dos primeros Ciclista Olímpico en Santiago del Estero y ganar los dos segundos juegos La Unión en Formosa, la serie se definió en el quinto juego, jugado en cancha de Ciclista Olímpico, donde el elenco visitante se impuso y logró acceder a la final por primera vez en su historia.
| 7 | 11 | 25 | 9.º | 7-11 | 24 | 14 | 87 | 2.º | 6 | 3 |

### Camino a la final de San Lorenzo de Buenos Aires
San Lorenzo, recientemente incorporado a la competencia tras fusionarse con 9 de Julio de Río Tercero, alcanzó la final de la Liga Nacional en su segunda temporada en la máxima categoría. Tras haber participado en la primera edición, retornó a la Liga para la edición 2015-16, donde integró la Conferencia Sur. En la primera fase, quedó fuera del «Torneo Súper 4» tras empatar con Obras Basket, quien lo superó en la diferencia de puntos en los partidos entre ellos.
En la segunda fase, San Lorenzo finalizó en la cuarta posición, clasificando a los «Cuartos de Final de Conferencia». En esa instancia, eliminó a Obras Basket en tres partidos y accedió a las «Semifinales de Conferencia», donde se enfrentó al mejor equipo de la misma, Gimnasia Indalo, al cual superó en cuatro partidos, habiendo ganado uno en Comodoro Rivadavia. En la «Final de Conferencia» eliminó a Weber Bahía en cuatro juegos, tras haber ganado el primero en Bahía Blanca, y los juegos 3 y 4 en Capital Federal.
| 12 | 6 | 30 | 3.º | 12-6 | 18 | 20 | 86 | 4.º | 9 | 2 |

### Enfrentamientos en fase regular
| 24 de enero, 21:30 | La Unión de Formosa                                                          | 90–80                | San Lorenzo (BA)                                                         | Formosa                                                                               |  |
|                    | Parciales: 26 - 15, 27 - 18, 18 - 20, 19 - 27                                |                      |                                                                          |                                                                                       |  |
|                    | Estadísticas Trevor Francis 20 T. Francis y S. Green 6 Alejandro Konsztadt 8 | Reporte Pts Reb Asts | Estadísticas 17 Lucas Faggiano 8 Lucas Faggiano 3 L. Faggiano y B. Musso | Pabellón: Polideportivo Cincuentenario Árbitros: * Fernando Sampietro * Silvio Guzmán |  |

| 31 de enero, 20:00 | San Lorenzo (BA)                                                         | 78–83                | La Unión de Formosa                                                | Buenos Aires                                                                        |  |
|                    | Parciales: 15 - 22, 19 - 17, 25 - 20, 19 - 24                            |                      |                                                                    |                                                                                     |  |
|                    | Estadísticas Walter Herrmann 21 J. Powell y B. Musso 8 Gustavo Aguirre 7 | Reporte Pts Reb Asts | Estadísticas 18 Shaun Green 9 Alexis Elsener 5 Alejandro Konsztadt | Pabellón: Estadio Obras Sanitarias Árbitros: * Alejandro Ramallo * Oscar Martinetto |  |

## Desarrollo
Antes del comienzo de la serie final, Alejandro Konsztadt, base titular de La Unión de Formosa fue desafectado de los dos primeros juegos. Por el otro lado, San Lorenzo había jugado su último partido el 7 de junio, llegando a la final con 8 días de descanso, mientras que La Unión lo había hecho el 11 del mismo mes, en La Banda y ante Ciclista Olímpico, el mejor equipo de la fase regular.
El primer partido se jugó en el Polideportivo Cincuentenario de Formosa. En un estadio colmado, el partido comenzó con un primer cuarto para el equipo local, que venció 24 a 19. En el segundo cuarto, Bernardo Musso fue determinante para la visita, que ganó ese parcial para ir al entretiempo 39 a 35. En esa primera mitad, el plan de juego del local consistió en la presión al base cuervo, mientras que en ataque se destacó el extranjero Torin Francis. El tercer cuarto comenzó con triples de Walter Herrmann, que logró la máxima diferencia del visitante en el periodo en 11. El local no encontró la mejor manera de atacar y el tercer cuarto cerró 58 a 49 para San Lorenzo. El cuarto final fue para La Unión, que con Alexis Elsener encestando tres triples y con Eduardo Gamboa anotando un libre empataron el juego en 73 con 30 segundos restantes. Sin embargo, tras errar un libre por parte de La Unión, Bernardo Musso anotó un doble en el último segundo de la posesión del equipo visitate y, con 6 segundos restantes, sentenció el partido.

Nosotros hicimos 24 puntos en un cuarto, que no es fácil, pero no lo hicimos notar. Hasta acá siempre la consistencia defensiva nos sostenía dentro del juego y los buenos momentos ofensivos, nos abrían. Esta vez tuvimos un buen momento en ataque, pero no tuvimos esa consistencia atrás.
Guillermo Narvarte, entrenador de La Unión de Formosa.

Es una serie larga y sirve. Teniendo el primer juego, por más que perdamos el segundo, ya tenemos que ganar lo que nos queda en casa. Y por otro lado, el que pega primero, pega dos veces. No quiere decir que ya hayamos ganado la final, pero es muy importante el primer partido y estamos muy contentos.
Bernardo Musso, jugador de San Lorenzo de Buenos Aires.

El segundo encuentro fue similar al primero. San Lorenzo arrancó mejor y se llevó el primer cuarto 15 a 8. Esa diferencia y el hecho que seguían jugando mejor, hizo que el banco de la visita entrase y la ventaja se estire a 21-8, y allí el local reaccionó y achicó la ventaja, que para el final del cuarto fue tan solo de 2 a favor del equipo de Buenos Aires. Tras volver de los vestuarios, Alexis Elsener se convirtió en uno de los estandartes del equipo local, que anotó 10 puntos y empató el partido en 37 para, más tarde, pasar a ganarlo por tres. La ventaja fue mínima y, tras sucesivas fallas de La Unión en ataque, San Lorenzo vio su oportunidad y pasó al frente sobre el final y ganó el duelo 62 a 60, poniendo la serie 2 a 0 a su favor.
El tercer encuentro se disputó en el Estadio Héctor Etchart, en Capital Federal, donde San Lorenzo hizo de local durante media temporada. En el equipo visitante destacó la vuelta de Alejandro Konsztadt. Allí, la visita ganó tan solo el primer cuarto, y por un punto. El resto del encuentro fue para el cuervo, que se fue al descanso 45 a 34. Durante el tercer cuarto, San Lorenzo logró una máxima de 15, y allí apareció el jugador más destacado en el equipo visitante fue Torin Francis que bajó la diferencia a 6. En el último cuarto la máxima diferencia fue de 20, en un partido ya definido. Francis consiguió 25 puntos y capturó 16 rebotes, mientras que por el lado del equipo «local», el goleo estuvo repartido, cuatro jugadores por encima de diez puntos, destacando el extranjero Bryan-Amaning Matthew con 21 puntos.

Nosotros no creemos que esté todo perdido, no pensamos más allá del jueves ni pensamos en todo lo que tenemos que hacer o cuántos partidos tenemos que ganar para dar vuelta la serie. Lo único que pensamos es en ganar el jueves para llevar la serie a Formosa.
Alejandro Konsztadt, jugador de La Unión de Formosa.

Está siendo importante el aporte del banco y sabemos que ahí podemos llegar a tener una diferencia con respecto al rival pero el trabajo nuestro es estar preparado para cuando al equipo, Julio o en mi caso el Penka requiera que yo entre a jugar. Tenemos que estar preparados y en ese sentido venimos haciendo un buen trabajo, tiene que ser así.
Lucas Faggiano, jugador de San Lorenzo de Buenos Aires.

El 23 de junio se jugó el cuarto partido que a su vez fue el último. San Lorenzo logró ser campeón al derrotar a La Unión 87 a 81. En ese partido, La Unión no contó con Alejandro Konsztadt, que fue desafectado por su lesión antes del comienzo del juego. El local contó con un amplio banco y eso fue influyente a la hora de definir el encuentro. El ciclón ganó los tres primeros cuartos, 23 a 20, 24 a 19 y 23 a 19, mientras que el último fue para la visita que, al estar muy por debajo del local, remontó 18 puntos y logró estar a cuatro del empate, pero surgió Walter Herrmann y le dio el triunfo al local, y el logró ser consagrado jugador más valioso.

Sí, es una Liga muy dura, son muchísimos partidos y hay que tener paciencia. Para mi todo se define en los playoffs y nosotros tenemos un verdadero plantel de hombres, con un gran cuerpo técnico de hombres. Le teníamos muchísima fe a los playoffs, sin importar el lugar en el que termináramos en la zona. Por supuesto que nunca me imaginé este título, porque en un momento lo vimos muy pero muy difícil. Pero lo tenemos que festejar mucho, porque es inigualable estar festejando con casi 4 mil personas hinchas de San Lorenzo.
Hay proyecto para rato. San Lorenzo vino para quedarse en la Liga Nacional, no tengo ninguna duda. Por más críticas que tengamos, acá estamos y vamos a seguir estando.
Marcelo Tinelli, vicepresidente de San Lorenzo de Buenos Aires.

Yo estoy muy feliz porque el club sea campeón de Liga, evidentemente en San Lorenzo hay un lugar para el básquet. Y también estoy feliz por la recepción que le dio el socio y el hincha de San Lorenzo al básquet, con la gente que acompañó al equipo acá o en tantos otros lugares del país como Comodoro Rivadavia, Bahía Blanca, Sunchales o lo que venga.
Julio Lamas, entrenador de San Lorenzo de Buenos Aires.

## Partidos

### Primer partido
| 15 de junio, 21:00 | La Unión de Formosa                                             | 73–75                | San Lorenzo (BA)                                              | Formosa |  |  |
|                    | Parciales: 24 - 19, 11 - 20, 14 - 19, 24 - 17                   |                      |                                                               | |  |  |
|                    | Estadísticas Torin Francis 24 Torin Francis 16 Eduardo Gamboa 5 | Reporte Pts Reb Asts | Estadísticas 21 Bernardo Musso 9 Marcos Mata 3 Lucas Faggiano | Pabellón: Estadio Cincuentenario Árbitros: * Pablo Estévez * Roberto Smith * Fabricio Vito Televisión: TyC Sports |  |  |
| Serie: 0 - 1       |                                                                 |                      |                                                               | |  |  |
|                    |                                                                 |                      |                                                               | |  |  |

| La Unión de Formosa | La Unión de Formosa | La Unión de Formosa | La Unión de Formosa | La Unión de Formosa | La Unión de Formosa |
| Jugador             | Jugador             | Pts                 | Reb                 | As                  | Minutos             |
| ------------------- | ------------------- | ------------------- | ------------------- | ------------------- | ------------------- |
| 3                   | Torin Francis       | 24                  | 16                  | 0                   | 38:18               |
| 7                   | Alexis Elsener      | 14                  | 3                   | 0                   | 32:58               |
| 10                  | Facundo Piñero      | 6                   | 7                   | 1                   | 34:15               |
| 23                  | Winsome Frazier     | 10                  | 3                   | 3                   | 32:37               |
| 32                  | Eduardo Gamboa      | 19                  | 2                   | 5                   | 37:20               |
| Suplentes           |                     |                     |                     |                     |                     |
| 5                   | Alejandro Konsztadt | 0                   | 0                   | 0                   | 0                   |
| 6                   | Juan Yergovic       | 0                   | 0                   | 0                   | 0                   |
| 8                   | Maximiliano Ríos    | 0                   | 0                   | 0                   | 0                   |
| 13                  | Lautaro Fraga Pérez | 0                   | 0                   | 0                   | 4:00                |
| 9                   | Sergio Mora         | 0                   | 1                   | 0                   | 13:02               |
| 33                  | Mario Cristanchi    | 0                   | 0                   | 0                   | 0                   |
| 88                  | Pablo Orlietti      | 0                   | 0                   | 0                   | 7:30                |
| Entrenador          | Entrenador          | Guillermo Narvarte  | Guillermo Narvarte  | Guillermo Narvarte  | Guillermo Narvarte  |

| San Lorenzo (BA) | San Lorenzo (BA)  | San Lorenzo (BA) | San Lorenzo (BA) | San Lorenzo (BA) | San Lorenzo (BA) |
| Jugador          | Jugador           | Pts              | Reb              | As               | Minutos          |
| ---------------- | ----------------- | ---------------- | ---------------- | ---------------- | ---------------- |
| 1                | Walter Herrmann   | 19               | 6                | 0                | 27:10            |
| 6                | Marcos Mata       | 4                | 9                | 2                | 30:48            |
| 7                | Nicolás Aguirre   | 4                | 4                | 2                | 28:35            |
| 11               | Marcus Elliott    | 6                | 5                | 1                | 20:14            |
| 25               | Roquez Johnson    | 2                | 4                | 0                | 14:31            |
| Suplentes        |                   |                  |                  |                  |                  |
| 3                | Lucas Faggiano    | 2                | 2                | 3                | 15:47            |
| 4                | Eric Flor         | 0                | 0                | 0                | 0                |
| 5                | Bernardo Musso    | 21               | 4                | 0                | 24:24            |
| 8                | Leandro Cerminato | 0                | 0                | 0                | 0                |
| 2                | Tomás Villarejo   | 0                | 0                | 0                | 0                |
| 21               | Bryan Matthew     | 10               | 6                | 0                | 19:47            |
| 44               | Fernando Martina  | 7                | 4                | 0                | 18:38            |
| Entrenador       | Entrenador        | Julio Lamas      | Julio Lamas      | Julio Lamas      | Julio Lamas      |

### Segundo partido
| 17 de junio, 21:00 | La Unión de Formosa                                             | 60–62                | San Lorenzo (BA)                                                             | Formosa |  |  |
|                    | Parciales: 8 - 15, 12 - 17, 28 - 13, 12 - 17                    |                      |                                                                              | |  |  |
|                    | Estadísticas Torin Francis 17 Torin Francis 22 Eduardo Gamboa 3 | Reporte Pts Reb Asts | Estadísticas 18 Walter Herrmann 9 Marcos Mata 2 Marcos Mata y Marcus Elliott | Pabellón: Estadio Cincuentenario Árbitros: * Alejandro Chiti * Juan Fernández * Oscar Brítez Televisión: TyC Sports |  |  |
| Serie: 0 - 2       |                                                                 |                      |                                                                              | |  |  |
|                    |                                                                 |                      |                                                                              | |  |  |

| La Unión de Formosa | La Unión de Formosa | La Unión de Formosa | La Unión de Formosa | La Unión de Formosa | La Unión de Formosa |
| Jugador             | Jugador             | Pts                 | Reb                 | As                  | Minutos             |
| ------------------- | ------------------- | ------------------- | ------------------- | ------------------- | ------------------- |
| 3                   | Torin Francis       | 17                  | 22                  | 1                   | 35:52               |
| 7                   | Alexis Elsener      | 15                  | 2                   | 0                   | 38:06               |
| 10                  | Facundo Piñero      | 9                   | 8                   | 0                   | 28:37               |
| 23                  | Winsome Frazier     | 9                   | 3                   | 1                   | 28:37               |
| 32                  | Eduardo Gamboa      | 7                   | 3                   | 3                   | 28:22               |
| Suplentes           |                     |                     |                     |                     |                     |
| 5                   | Alejandro Konsztadt | 0                   | 0                   | 0                   | 0                   |
| 6                   | Juan Yergovic       | 0                   | 0                   | 0                   | 0                   |
| 8                   | Maximiliano Rios    | 0                   | 0                   | 0                   | 0                   |
| 13                  | Lautaro Fraga Pérez | 0                   | 1                   | 0                   | 8:04                |
| 9                   | Sergio Mora         | 0                   | 0                   | 0                   | 11:29               |
| 33                  | Mario Cristanchi    | 0                   | 0                   | 0                   | 0                   |
| 88                  | Pablo Orlietti      | 3                   | 2                   | 1                   | 20:49               |
| Entrenador          | Entrenador          | Guillermo Narvarte  | Guillermo Narvarte  | Guillermo Narvarte  | Guillermo Narvarte  |

| San Lorenzo (BA) | San Lorenzo (BA)  | San Lorenzo (BA) | San Lorenzo (BA) | San Lorenzo (BA) | San Lorenzo (BA) |
| Jugador          | Jugador           | Pts              | Reb              | As               | Minutos          |
| ---------------- | ----------------- | ---------------- | ---------------- | ---------------- | ---------------- |
| 1                | Walter Herrmann   | 18               | 5                | 0                | 25:42            |
| 6                | Marcos Mata       | 2                | 4                | 1                | 31:33            |
| 7                | Nicolás Aguirre   | 6                | 4                | 1                | 27:48            |
| 11               | Marcus Elliott    | 8                | 5                | 2                | 28:58            |
| 21               | Bryan Matthew     | 8                | 5                | 0                | 28:25            |
| Suplentes        |                   |                  |                  |                  |                  |
| 3                | Lucas Faggiano    | 4                | 1                | 0                | 12:11            |
| 4                | Eric Flor         | 0                | 0                | 0                | 0                |
| 5                | Bernardo Musso    | 3                | 3                | 0                | 19:28            |
| 8                | Leandro Cerminato | 0                | 0                | 0                | 0                |
| 2                | Tomás Villarejo   | 0                | 0                | 0                | 0                |
| 25               | Roquez Johnson    | 7                | 4                | 0                | 14:17            |
| 44               | Fernando Martina  | 6                | 4                | 1                | 11:34            |
| Entrenador       | Entrenador        | Julio Lamas      | Julio Lamas      | Julio Lamas      | Julio Lamas      |

### Tercer partido
| 20 de junio, 21:00 | San Lorenzo (BA)                                                         | 86–67                | La Unión de Formosa                                                  | Buenos Aires |  |  |
|                    | Parciales: 20 - 21, 17 - 9, 26 - 21, 23 - 16                             |                      |                                                                      | |  |  |
|                    | Estadísticas Bryan Matthew 21 Bryan Matthew 8 G. Aguirre y L. Faggiano 3 | Reporte Pts Reb Asts | Estadísticas 25 Torin Francis 16 Torin Francis 3 Alejandro Konsztadt | Pabellón: Estadio Héctor Etchart Árbitros: * Fernando Sampietro * Diego Rougier * Alejandro Ramallo Televisión: TyC Sports |  |  |
| Serie: 3 - 0       |                                                                          |                      |                                                                      | |  |  |
|                    |                                                                          |                      |                                                                      | |  |  |

| San Lorenzo (BA) | San Lorenzo (BA) | San Lorenzo (BA) | San Lorenzo (BA) | San Lorenzo (BA) | San Lorenzo (BA) |
| Jugador          | Jugador          | Pts              | Reb              | As               | Minutos          |
| ---------------- | ---------------- | ---------------- | ---------------- | ---------------- | ---------------- |
| 1                | Wlater Herrmann  | 10               | 5                | 1                | 23:13            |
| 6                | Marcos Mata      | 10               | 4                | 1                | 25:52            |
| 7                | Nicolás Aguirre  | 9                | 5                | 3                | 24:22            |
| 11               | Marcus Elliott   | 15               | 4                | 0                | 24:40            |
| 21               | Bryan Matthew    | 21               | 8                | 1                | 28:46            |
| Suplentes        |                  |                  |                  |                  |                  |
| 3                | Lucas Faggiano   | 10               | 5                | 3                | 21:17            |
| 4                | Eric Flor        | 0                | 0                | 1                | 1:46             |
| 5                | Bernardo Musso   | 6                | 3                | 1                | 22:20            |
| 2                | Tomás Villarejo  | 0                | 0                | 0                | 0                |
| 22               | Mateo Wajsglus   | 0                | 0                | 0                | 0                |
| 25               | Roquez Johnson   | 4                | 2                | 0                | 16:46            |
| 44               | Fernando Martina | 1                | 3                | 0                | 10:53            |
| Entrenador       | Entrenador       | Julio Lamas      | Julio Lamas      | Julio Lamas      | Julio Lamas      |

| La Unión de Formosa | La Unión de Formosa | La Unión de Formosa | La Unión de Formosa | La Unión de Formosa | La Unión de Formosa |
| Jugador             | Jugador             | Pts                 | Reb                 | As                  | Minutos             |
| ------------------- | ------------------- | ------------------- | ------------------- | ------------------- | ------------------- |
| 3                   | Torin Francis       | 25                  | 16                  | 1                   | 32:40               |
| 5                   | Alejandro Konsztadt | 3                   | 1                   | 3                   | 21:25               |
| 7                   | Alexis Elsener      | 8                   | 3                   | 1                   | 31:46               |
| 10                  | Facundo Piñero      | 11                  | 2                   | 1                   | 32:02               |
| 23                  | Winsome Frazier     | 4                   | 3                   | 2                   | 30:27               |
| Suplentes           |                     |                     |                     |                     |                     |
| 6                   | Juan Yergovic       | 0                   | 0                   | 0                   | 0:30                |
| 13                  | Lautaro Fraga Pérez | 0                   | 0                   | 0                   | 1:38                |
| 9                   | Sergio Mora         | 0                   | 0                   | 0                   | 1:46                |
| 32                  | Eduardo Gamboa      | 7                   | 2                   | 1                   | 28:40               |
| 33                  | Mario Cristanchi    | 0                   | 0                   | 0                   | 0:30                |
| 88                  | Pablo Orlietti      | 9                   | 6                   | 0                   | 18:29               |
| Entrenador          | Entrenador          | Guillermo Narvarte  | Guillermo Narvarte  | Guillermo Narvarte  | Guillermo Narvarte  |

### Cuarto partido
| 23 de junio, 21:00 | San Lorenzo (BA)                                                              | 87–81                | La Unión de Formosa                                             | Buenos Aires |  |  |
|                    | Parciales: 23 - 20, 24 - 19, 23 - 19, 17 - 23                                 |                      |                                                                 | |  |  |
|                    | Estadísticas Walter Herrmann 19 Walter Herrmann 13 G. Aguirre y L. Faggiano 6 | Reporte Pts Reb Asts | Estadísticas 24 Alexis Elsener 9 Torin Francis 5 Eduardo Gamboa | Pabellón: Estadio Héctor Etchart Árbitros: * Daniel Rodrigo * Fabricio Vito * Rodrigo Smith Televisión: TyC Sports |  |  |
| Serie: 4 - 0       |                                                                               |                      |                                                                 | |  |  |
|                    |                                                                               |                      |                                                                 | |  |  |

| San Lorenzo (BA) | San Lorenzo (BA) | San Lorenzo (BA) | San Lorenzo (BA) | San Lorenzo (BA) | San Lorenzo (BA) |
| Jugador          | Jugador          | Pts              | Reb              | As               | Minutos          |
| ---------------- | ---------------- | ---------------- | ---------------- | ---------------- | ---------------- |
| 1                | Walter Herrmann  | 19               | 13               | 0                | 31:25            |
| 6                | Marcos Mata      | 5                | 4                | 0                | 14:43            |
| 7                | Nicolás Aguirre  | 17               | 4                | 6                | 38:35            |
| 11               | Marcus Elliott   | 4                | 3                | 0                | 16:37            |
| 21               | Bryan Matthew    | 14               | 2                | 0                | 25:20            |
| Suplentes        |                  |                  |                  |                  |                  |
| 3                | Lucas Faggiano   | 10               | 4                | 6                | 26:40            |
| 4                | Eric Flor        | 0                | 0                | 0                | 0                |
| 5                | Bernardo Musso   | 10               | 3                | 0                | 23:22            |
| 2                | Tomás Villarejo  | 0                | 0                | 0                | 0                |
| 22               | Mateo Wajsglus   | 0                | 0                | 0                | 0                |
| 25               | Roquez Johnson   | 4                | 4                | 0                | 11:31            |
| 44               | Fernando Martina | 4                | 2                | 1                | 11:42            |
| Entrenador       | Entrenador       | Julio Lamas      | Julio Lamas      | Julio Lamas      | Julio Lamas      |

| La Unión de Formosa | La Unión de Formosa | La Unión de Formosa | La Unión de Formosa | La Unión de Formosa | La Unión de Formosa |
| Jugador             | Jugador             | Pts                 | Reb                 | As                  | Minutos             |
| ------------------- | ------------------- | ------------------- | ------------------- | ------------------- | ------------------- |
| 3                   | Torin Francis       | 21                  | 9                   | 0                   | 36:33               |
| 7                   | Alexis Elsener      | 24                  | 4                   | 1                   | 37:13               |
| 10                  | Facundo Piñero      | 8                   | 2                   | 2                   | 23:43               |
| 23                  | Winsome Frazier     | 14                  | 7                   | 2                   | 35:41               |
| 32                  | Eduardo Gamboa      | 4                   | 5                   | 5                   | 29:54               |
| Suplentes           |                     |                     |                     |                     |                     |
| 6                   | Juan Yergovic       | 0                   | 0                   | 0                   | 0                   |
| 13                  | Lautaro Fraga Pérez | 0                   | 0                   | 1                   | 6:42                |
| 9                   | Sergio Mora         | 2                   | 0                   | 2                   | 10:01               |
| 33                  | Mario Cristanchi    | 0                   | 0                   | 0                   | 0                   |
| 88                  | Pablo Orlietti      | 8                   | 2                   | 1                   | 20:08               |
| Entrenador          | Entrenador          | Guillermo Narvarte  | Guillermo Narvarte  | Guillermo Narvarte  | Guillermo Narvarte  |

## Estadísticas

### La Unión de Formosa
| Jugador             | PJ | Pts | Min    | Dobles | Dobles | Triples | Triples | Libres | Libres | Rebotes | Rebotes | As |
| Jugador             | PJ | Pts | Min    | C      | L      | C       | L       | C      | L      | Def     | Of      | As |
| ------------------- | -- | --- | ------ | ------ | ------ | ------- | ------- | ------ | ------ | ------- | ------- | -- |
| Alejandro Konsztadt | 1  | 3   | 21:25  | 0      | 0      | 1       | 2       | 0      | 0      | 1       | 1       | 3  |
| Alexis Elsener      | 4  | 61  | 140:30 | 10     | 26     | 11      | 26      | 8      | 11     | 11      | 3       | 2  |
| Eduardo Gamboa      | 4  | 37  | 124:16 | 11     | 29     | 3       | 22      | 6      | 10     | 11      | 1       | 14 |
| Facundo Piñero      | 4  | 34  | 118:37 | 9      | 13     | 4       | 23      | 4      | 8      | 14      | 4       | 4  |
| Juan Yergovic       | 1  | 0   | 0:30   | 0      | 0      | 0       | 0       | 0      | 0      | 0       | 0       | 0  |
| Lautaro Fraga Pérez | 4  | 0   | 12:20  | 0      | 1      | 0       | 2       | 0      | 0      | 1       | 0       | 1  |
| Mario Cristanchi    | 1  | 0   | 0:30   | 0      | 0      | 0       | 0       | 0      | 0      | 0       | 0       | 0  |
| Maximiliano Ríos    | 0  | 0   | 0      | 0      | 0      | 0       | 0       | 0      | 0      | 0       | 0       | 0  |
| Pablo Orlietti      | 4  | 20  | 66:56  | 5      | 13     | 2       | 6       | 4      | 5      | 5       | 5       | 2  |
| Sergio Mora         | 1  | 0   | 36:18  | 0      | 2      | 0       | 2       | 0      | 0      | 1       | 0       | 1  |
| Torin Francis       | 4  | 87  | 143:23 | 35     | 56     | 0       | 0       | 17     | 23     | 36      | 22      | 2  |
| Winsome Frazier     | 4  | 37  | 127:22 | 5      | 13     | 4       | 19      | 4      | 8      | 13      | 1       | 8  |

### San Lorenzo (BA)
| Jugador                 | PJ | Pts | Min    | Dobles | Dobles | Triples | Triples | Libres | Libres | Rebotes | Rebotes | As |
| Jugador                 | PJ | Pts | Min    | C      | L      | C       | L       | C      | L      | Def     | Of      | As |
| ----------------------- | -- | --- | ------ | ------ | ------ | ------- | ------- | ------ | ------ | ------- | ------- | -- |
| Bernardo Musso          | 4  | 40  | 89:34  | 4      | 5      | 10      | 18      | 2      | 4      | 11      | 5       | 1  |
| Bryan-Amaning Matthew   | 4  | 53  | 102:18 | 24     | 40     | 0       | 1       | 9      | 12     | 11      | 10      | 1  |
| Eric Flor               | 1  | 0   | 1:46   | 0      | 0      | 0       | 1       | 0      | 2      | 0       | 0       | 1  |
| Fernando Martina        | 4  | 18  | 52:47  | 8      | 14     | 0       | 0       | 2      | 5      | 6       | 7       | 2  |
| Gustavo Nicolás Aguirre | 4  | 36  | 119:20 | 7      | 22     | 6       | 20      | 4      | 8      | 15      | 5       | 12 |
| Leandro Cerminato       | 0  | 0   | 0      | 0      | 0      | 0       | 0       | 0      | 0      | 0       | 0       | 0  |
| Lucas Faggiano          | 4  | 26  | 75:55  | 10     | 11     | 1       | 7       | 3      | 4      | 10      | 2       | 12 |
| Marcos Mata             | 4  | 21  | 102:56 | 5      | 10     | 2       | 13      | 5      | 6      | 23      | 3       | 5  |
| Marcus Elliott          | 4  | 33  | 90:29  | 12     | 23     | 1       | 12      | 6      | 6      | 12      | 5       | 3  |
| Mateo Wajsglus          | 0  | 0   | 0      | 0      | 0      | 0       | 0       | 0      | 0      | 0       | 0       | 0  |
| Roquez Johnson          | 4  | 17  | 57:05  | 7      | 13     | 0       | 0       | 3      | 9      | 8       | 6       | 0  |
| Tomás Villarejo         | 0  | 0   | 0      | 0      | 0      | 0       | 0       | 0      | 0      | 0       | 0       | 0  |
| Walter Herrmann         | 4  | 66  | 107:30 | 8      | 30     | 10      | 24      | 14     | 17     | 23      | 6       | 1  |